# Саиди, Карим
Карим Саиди (араб. كريم سعيدي‎; род. 24 марта 1983, Тунис) — тунисский футболист, завершивший игровую карьеру.

## Биография

### Клубная карьера
Профессиональную карьеру начал в 2002 году выступлениями за тунисский клуб «Клуб Африкэн», в котором провёл два сезона. Своей игрой за эту команду привлёк внимание представителей тренерского штаба клуба «Фейеноорд», в состав которого перешёл в 2004 году. Сыграл за команду из Роттердама 46 матчей и забил 1 гол. 2006 год провёл в аренде в итальянском клубе «Лечче». В 2008 году был отдан в аренду в турецкий клуб «Сивасспор». Сезон 2008/09, вернувшись в Тунис, провёл в «Клуб Африкэн». С 2009 по 2011 год защищал цвета французского клуба «Тур». Большую часть времени, проведённого в составе «Тура», был основным игроком защиты команды. В состав бельгийского клуба «Льерс» присоединился 9 июля 2011 года. Сыграл за команду из Лиры 63 матча в национальном чемпионате и в 2014 году получил статус свободного агента. В январе 2015 года был согласован переход в казахский клуб «Иртыш (Павлодар)», но контракт не был подписан.

### Карьера в сборной
Дебют за национальную сборную Туниса состоялся в 2003 году. На данный момент провёл в составе сборной 18 матчей и забил 1 гол. В составе сборной был участником следующих турниров: домашнего Кубка африканских наций 2004 (на котором Тунис взял золотые медали), Кубка конфедераций 2005 в Германии, чемпионата мира 2006 в Германии.

### Гол за сборную
| Дата           | Место           | Соперник | Счёт | Результат | Турнир            |
| -------------- | --------------- | -------- | ---- | --------- | ----------------- |
| 17 января 2004 | 7 ноября, Тунис | Бенин    | 2-1  | 2-1       | Товарищеский матч |